# Limonia parvipennis
Limonia parvipennis là một loài ruồi trong họ Limoniidae. Chúng phân bố ở miền Cổ bắc.